# Fernando Tanucci Nannini
Fernando Tanucci Nannini (Foggia, 26 agosto 1896 – Napoli, 20 agosto 1981) è stato un generale italiano, decorato di quattro Medaglie d'argento, tre di bronzo e la Croce di guerra al valor militare, cinque Croci al merito di guerra, la Croce di Ferro di seconda classe e la Commenda dell'Ordine dell'Aquila tedesca con spade.

## Biografia
Nacque a Foggia il 26 agosto 1896, figlio di Giovanni e Lucia Taralli. Arruolatosi giovanissimo nel Regio Esercito come volontario nei bersaglieri all'atto dell'entrata in guerra del Regno d'Italia, si distinse subito per il suo coraggio. Tenente del battaglione misto bersaglieri fu decorato con una prima Medaglia d'argento al valor militare il 7 novembre 1917, e poi assegnato al 2º Reggimento Bersaglieri ricevette una seconda Medaglia d'argento al valor militare il 19 giugno 1918 sul Montello. Dopo lo scoppio della guerra civile spagnola, nel 1936 partì volontario per combattere a fianco dei nazionalisti di Francisco Franco. Maggiore di fanteria in s.p.e., comandante del 2º Battaglione “Sierra Argallén” del 2º Reggimento fanteria della II Brigata Mista “Frecce Azzurre”, si distinse nel corso del lungo conflitto, venendo decorato di Croce di guerra al valor militare sul Cerro di Navalcarazo e sul Cerro del Toro, una prima Medaglia di bronzo al valor militare sulla Sierra Argallén (dalla quale prese il nome il battaglione), e la seconda il 28 settembre 1937 a Portillo. All'atto del rientro in Patria, avvenuto nel 1939, era decorato anche di 2 Croci di guerra e della Medaglia per meriti di "Campagna" spagnole.  Promosso tenente colonnello per merito di guerra il 28 agosto 1939, chiese ed ottenne di poter addestrare il Gruppo battaglioni "Giovani Fascisti" della Gioventù Italiana del Littorio. Trasformato in reggimento  e trasferito sotto il comando del Regio Esercito,  il reparto fu mandato in Africa Settentrionale Italiana dove si distinse nella seconda battaglia di Bir el Gobi. Rimasto gravemente ferito al ventre nel corso della battaglia, venne decorato con la terza Medaglia d'argento al valor militare, la Croce di Ferro di seconda classe e la Commenda dell'Ordine dell'Aquila tedesca con spade. Considerato Grande Invalido di guerra non ricoprì più incarichi operativi, venendo messo in posizione di riserva e con decreto del 1 ottobre 1942 fu nominato da Mussolini Consigliere Nazionale della Camera dei Fasci e delle Corporazioni. Dopo la fine del conflitto entrò in politica aderendo al Movimento Sociale Italiano - Destra Nazionale, divenendo poi senatore per due legislature. Raggiunto il grado di generale di corpo d'armata, ruolo d'onore, si spense a Napoli il 20 agosto 1981. La sezione di Napoli dell'Associazione Nazionale Bersaglieri porta il suo nome.

### Annotazioni
1. ↑  Composto da elementi provenienti dal 2º e 9º Reggimento.

### Fonti
1. 1 2 3 4 5 6 7  Digilander Libero.
2. 1 2 3  Mimmo Carratelli, Arrivano i bersaglieri sette salti dopo la morte, in La Repubblica, Roma, 15 aprile 2017.
3. ↑  Disposizione n.49840 del Ministero della Guerra del 18 Aprile 1941.
4. ↑  Gazzetta ufficiale del Regno d'Italia n.262, del 5 novembre 1942, pag. 4529.
5. ↑  Bollettino Ufficiale 1943, disp.70, pag.5190.
6. ↑  Bollettino Ufficiale 1947, disp.14, pag.1333.
7. ↑  Supplemento ordinario alla Gazzetta Ufficiale del Regno d'Italia n.806 del 30 dicembre 1941, pag.2.
8. ↑   Bollettino ufficiale delle nomine, promozioni e destinazioni negli ufficiali, 1942,  p. 6686. URL consultato il 14 febbraio 2021.
9. ↑  Registrato alla Corte dei Conti lì 15 settembre 1939, registro 80, foglio 301.

### Periodici
- Mimmo Carratelli, Arrivano i bersaglieri sette salti dopo la morte, in La Repubblica, Roma, 15 aprile 2017.